# Motor monocilíndrico

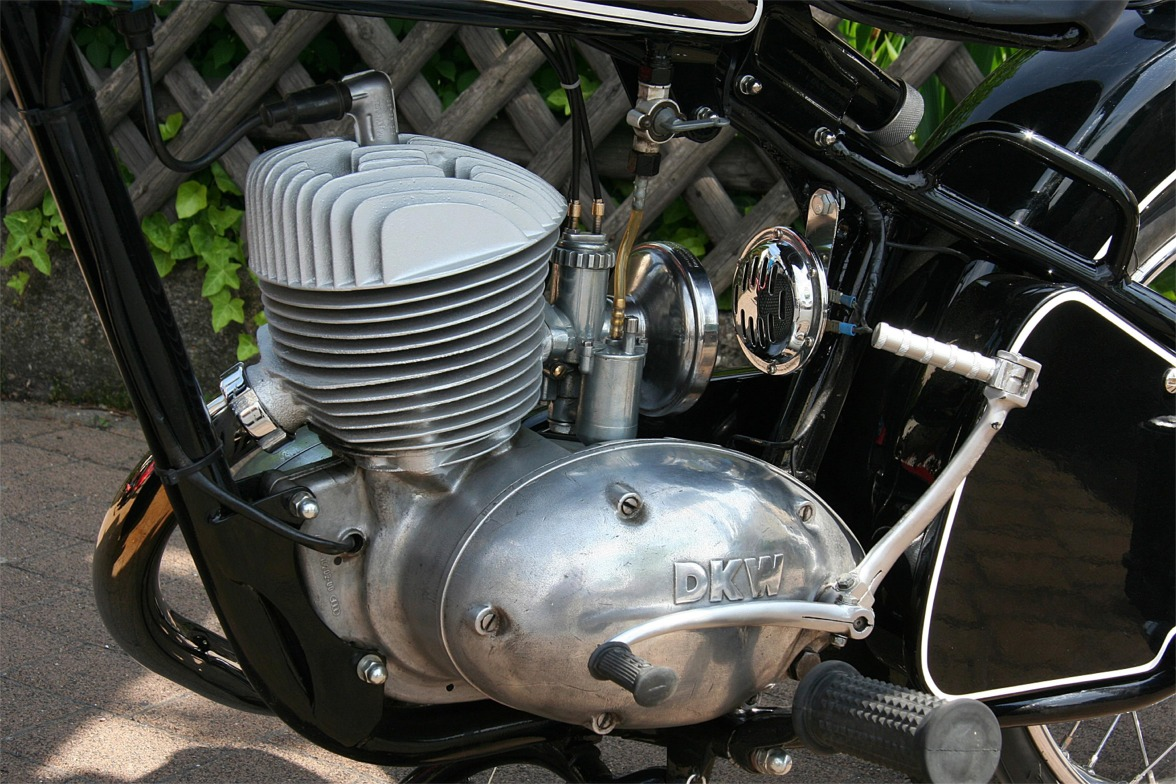
El motor monocilídrico de una motocicleta.

El motor monocilíndrico o de un solo cilindro es una configuración básica del motor de combustión interna alternativo. Se ve a menudo en las motocicletas, motocarros, motonetas, ciclomotores, motos de cross, go-karts, modelos controlados por radio, y tiene muchos usos en herramientas portátiles y maquinaria de jardín. Se produjeron algunos automóviles y tractores con motor de un solo cilindro, pero hoy son escasos debido a los desarrollos en la tecnología del motor.

## Características

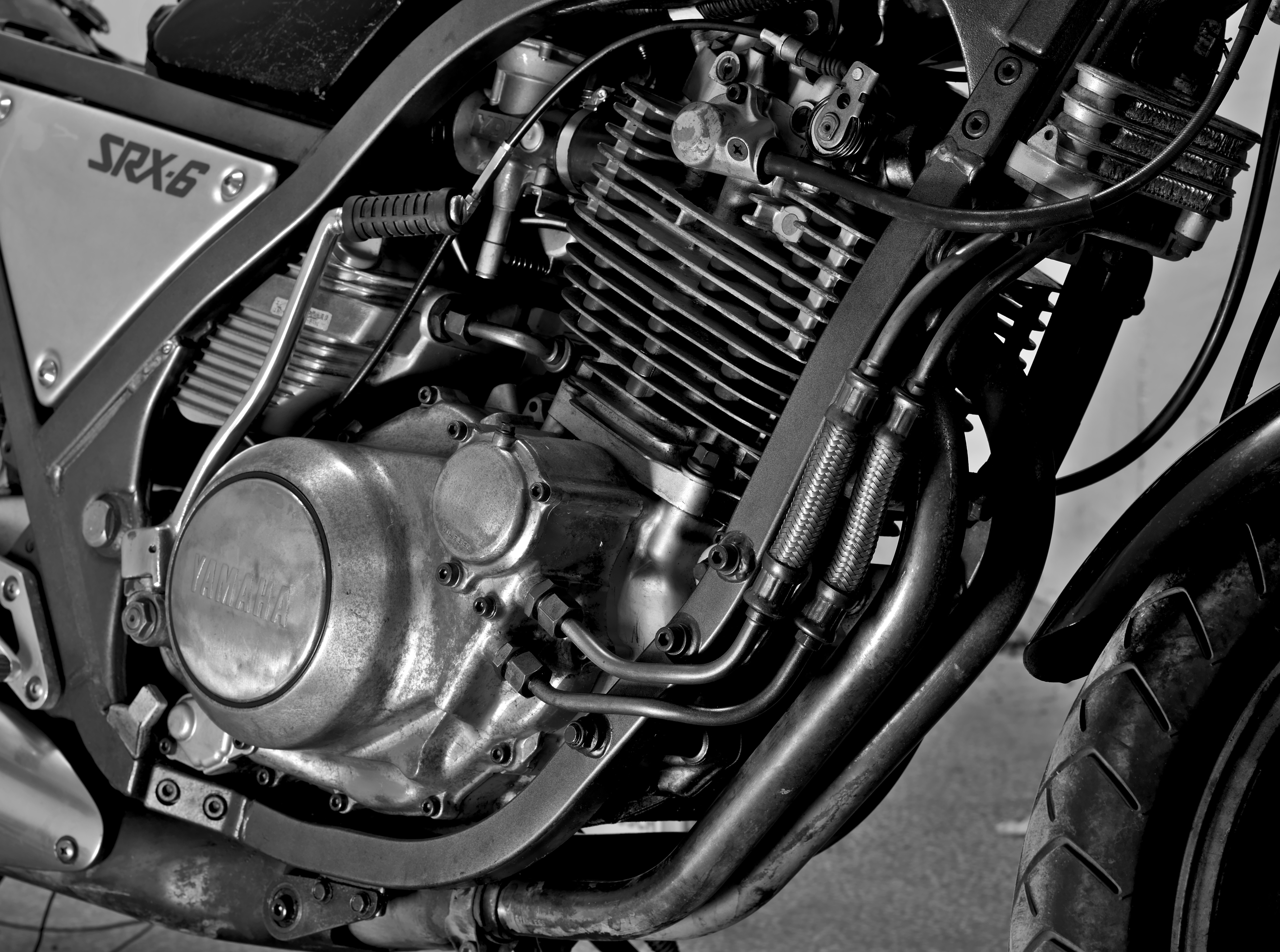
Vista de un motor de motocicleta monocilíndrico de cuatro tiempos y cuatro válvulas (608 cc) refrigerado por aire.

Los motores monocilíndricos son sencillos y compactos, y a menudo ofrecen la máxima potencia posible dentro de una envoltura determinada. El enfriamiento es más sencillo que con múltiples cilindros, ahorrando potencialmente más peso, especialmente si se puede usar refrigeración por aire.
Los motores monocilíndricos requieren más volante que los motores de varios cilindros, y la masa giratoria es relativamente grande, restringiendo la aceleración y cambios bruscos de velocidad. En la disposición básica son propensos a la vibración - aunque en algunos casos puede ser posible controlar esto con ejes de equilibrio.
Una variación conocida como motor de pistón doble, hace uso de dos pistones que comparten una sola cámara de combustión.

## Pros y contras

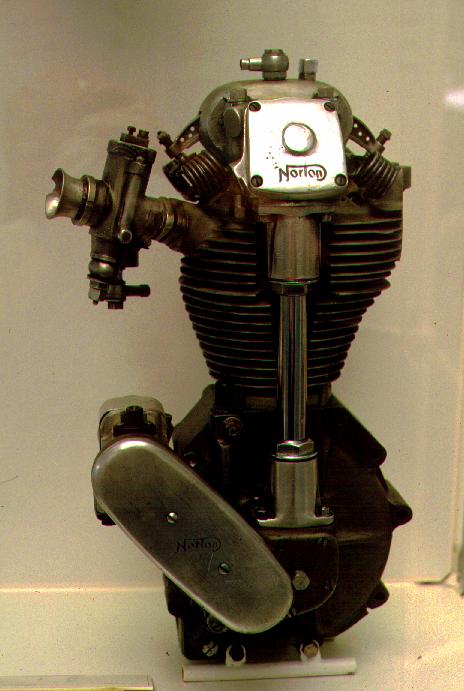
Deutsch: Engine 135 Norton Inter

Los motores monocilíndricos son sencillos y económicos en construcción. La vibración que generan es aceptable en muchas aplicaciones, mientras que es menos aceptable en otras. Pueden montarse ejes de contrapeso y contrapesos, pero tales complejidades tienden a contrarrestar las ventajas anteriormente enumeradas.
Los componentes tales como el cigüeñal de un motor monocilíndrico tienen que ser casi tan fuertes como los de un motor multicilíndrico de la misma capacidad por cilindro, lo que significa que algunas partes son efectivamente cuatro veces más pesadas de lo que necesitan para el desplazamiento total del motor. El motor monocilíndrico casi inevitablemente desarrollará una menor relación de potencia-peso que un motor de varios cilindros de tecnología similar. Esto puede ser una desventaja en las operaciones móviles, aunque es de poca importancia en otras y en la mayoría de las aplicaciones estacionarias.

## Usos

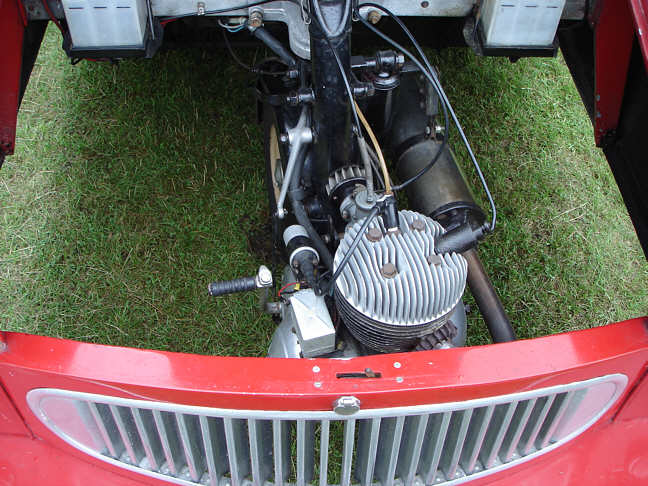
Un motor monocilíndrico Villiers en el compartimiento del motor de un Bond Minicar 1959.

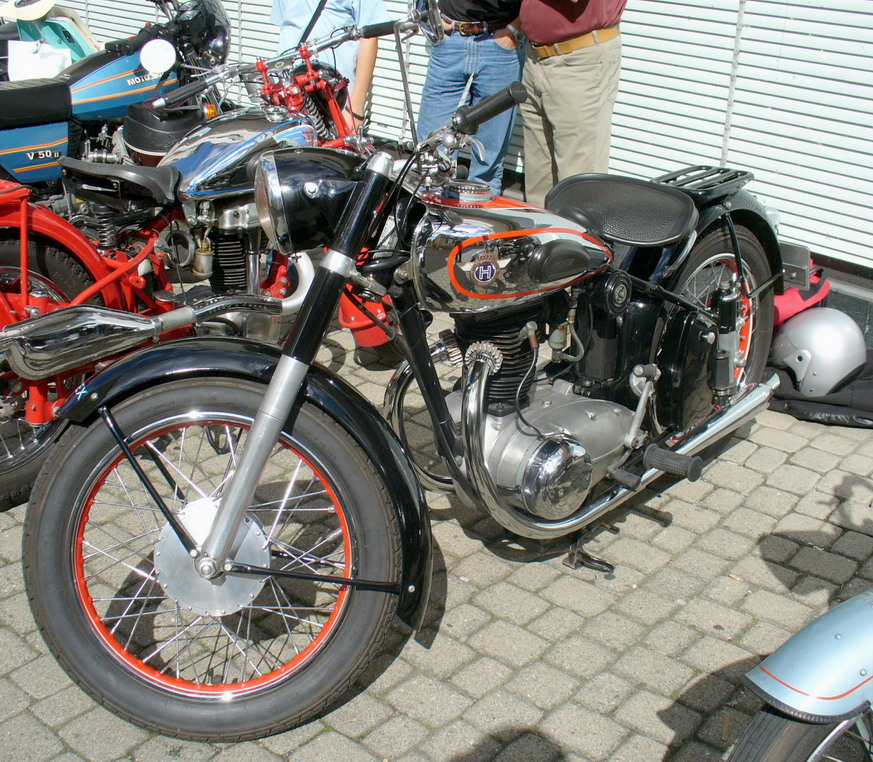
Motocicleta Horex "Regina" con motor monocilíndrico de cuatro tiempos.

Las primeras motocicletas, automóviles y otras aplicaciones, tales como motores marinos todos tendían a ser monocilíndricos. La configuración se mantiene en uso generalizado en motocarros, motonetas, ciclomotores, motos de cross, go-karts, modelos controlados por radio y se utiliza casi exclusivamente en herramientas portátiles, junto con maquinaria de jardín, como cortadoras de césped y motoguadañas.
La motocicleta Honda Super Cub tiene un motor monocilíndrico de 49 cc y muy bajo consumo de combustible, además de ruedas de 17 pulgadas con cubos de gran diámetro. Hoy en día están disponibles algunas motocicletas con potentes motores monocilíndricos. Hay motos deportivas como la KTM 690 Duke R que tiene un motor monocilíndrico de 690 cc de 70 CV, motocicletas de doble propósito como la BMW G650GS, así como clásicos como la Royal Enfield 500 Bullet con motor monocilíndrico con pistón de recorrido largo.